# Ascopariidae
Ascopariidae — родина двобічно-симетричних тварин класу Ацели.

## Класифікація
Родина включає в себе 2 роди з 3 видами:
- Рід Ascoparia
  - Ascoparia neglecta Sterrer, 1998
  - Ascoparia secunda Sterrer, 1998
- Рід Flagellophora
  - Flagellophora apelti Faubel & Dorjes 1978